# Liste der Friedhöfe in Mülheim an der Ruhr
Koordinaten: 51° 25′ 59″ N, 6° 52′ 59″ O
Die Liste der Friedhöfe in Mülheim an der Ruhr gibt eine Übersicht über Friedhöfe und Begräbnisstätten in Mülheim an der Ruhr in Nordrhein-Westfalen.
Die Stadt Mülheim verwaltet insgesamt zehn Friedhöfe. Hinzu kommen konfessionelle Begräbnisstätten der katholischen, evangelischen und jüdischen Gemeinden. Neben der Nutzung als Begräbnisstätte und Trauerort sind die Mülheimer Friedhöfe auch stadtgeschichtlich und begräbniskulturell interessant. So finden sich auf dem Altstadtfriedhof, dem Hauptfriedhof und dem Friedhof Broich die Grabstätten vieler bekannter Mülheimer Industrieller, Kirchenleute und Künstler. Durch ihre parkähnliche Landschaftsarchitektur, der Nähe zu Wald- und Grünflächen und der künstlerisch gestalteten Grab- und Denkmäler laden viele zum Spazierengehen und sinnlichen Verweilen ein, auch wenn dort kein Angehöriger liegt.

## Städtische Friedhöfe der Stadt Mülheim an der Ruhr
| Bezeichnung                         | Adresse                                               | Konfession                          | Eröffnung | Fläche   | Beschreibung | Bild                                                              |
| ----------------------------------- | ----------------------------------------------------- | ----------------------------------- | --------- | -------- | --- | ----------------------------------------------------------------- |
| Hauptfriedhof                       | Holthausen Zeppelinstraße 132 Standort                | Alle + Muslimisches Gräberfeld      | 1916      | 69,9 ha  | Öffnungszeiten: Sommer: 8:00 – 19:00 Uhr; Winter: 8:00 – 17:00 Uhr Größter Friedhof mit vielen unterschiedlichen Landschaftsstilen von parkähnlich bis Waldfriedhof, einer Säuleneichenallee, vielen Baudenkmälern und historischen Grabstätten wie das Mausoleum von Hugo Stinnes | Säuleneichenallee auf der Hauptachse des Hauptfriedhofs           |
| Altstadtfriedhof                    | Mitte Kettwiger Straße 75 Standort                    | Baudenkmal, Urnenbestattung möglich | 1812      | 5,24 ha  | Ältester Kommunalfriedhof der Stadt. Der Friedhof wurde 1900 geschlossen und ist ein Baudenkmal. Er ist eine parkähnliche Anlage mit vielen historischen Grabstätten, besonderen Grabfeldern, Kellergruften, Kapelle und Torbogenhaus. Im Nordteil befindet sich das Gefallenendenkmal von Gerhard Marcks. Seit 1987 sind Urnenbeisetzungen möglich und man kann damit gleichzeitig eine Patenschaft und Pflege für eine historische Grabstätte übernehmen. | Historische Grabsteine und Kellergruften auf dem Altstadtfriedhof |
| Friedhof Broich                     | Broich Holzstraße 141 / Prinzeß-Luise-Straße Standort | Alle                                | ~ 1900    | 6,89 ha  | Der Friedhof liegt an einem Hang und besteht aus einen oberen und einem kleinen unteren Teil am Heuweg. Er wird durch zwei Wege verbunden, die durch den Siepentalwald Heubach führen, heute ein Landschaftsschutzgebiet. Historisch interessant sind die Familiengrabstätten der Lederfabrikanten Carl Abel und Wilhelm Funcke, sowie ein Ehrenmal des TV. Viktoria 1898.                                                                                  | Kolumbarium auf dem Friedhof Broich                               |
| Ehrenfriedhof Am Großen Berg        | Broich Am Großen Berg 22 Standort                     | Baudenkmal, Kriegsgräberstätte      | 1914      | 2,7 ha   | Ehrenfriedhof mit 690 Gräbern aus den Ersten und Zweiten Weltkrieg. Mahnmal Zusammenbrechender Krieger von Hermann Lickfeld und eine Nachbildung des Hünengrabdenkmal zur Erinnerung an das 5. Lothringische Infanterieregiment 144. Der Friedhof steht unter Denkmalschutz. Auf ihm finden keine Beerdigungen mehr statt. | Soldatengräber aus dem 2. Weltkrieg auf dem Ehrenfriedhof         |
| Friedhof Holthausen                 | Holthausen Röntgenstraße 7 – 11 Standort              | Stillgelegt, Park                   | 1878      | 0,58 ha  | Kleiner Friedhof mit historischen Gräbern und alten Baumbestand. Er wurde 1917 geschlossen. Die letzte Beerdigung fand 1965 statt. Eine private Bürgerinitiative verhinderte, dass der alte Friedhof als Baugrundstück freigegeben wird und pflegt die Anlage. Auf dem Friedhof befindet sich das Grab des Kameruner Prinzen Equalla Deido, der zur Kolonialzeit nach Mülheim kam und im Mai 1891 dort seine letzte Ruhestätte fand.                        | Alte Grabsteine auf dem Friedhof Holthausen                       |
| Friedhof Dümpten 1 (Schildberg)     | Dümpten Schildberg 9a Standort                        | Alle                                | 1890      | 3,78 ha  | Auf dem oberen alten Teil sind einige historische Grabstelen von alteingesessenen dümptener Bauernfamilien erhalten. Davon steht das Grabmal der Familie in der Beek unter Denkmalschutz. Der Friedhof wurde Mitte der 1950er Jahre auf der gegenüberliegenden Straßenseite um den unteren Friedhofsteil erweitert. Dort befindet sich auch die Friedhofskapelle für Trauerfeiern und Aufbahrungsräume.                                                     | Friedhof Dümpten 1 alter Friedhofsteil                            |
| Friedhof Dümpten 2 (Oberheidstraße) | Dümpten Oberheidstraße 60 Standort                    | Alle                                | 1992      | 2,29 ha  | Der Friedhof Dümpten 2, auch Neuer Friedhof genannt, wurde 1992 errichtet um den Friedhof Dümpten 1 zu entlasten. Er befindet sich an der Stadtgrenze zu Essen-Schönebeck. Er verfügt über Aufbahrungsräume und eine moderne große Trauerhalle. Auf ihm sind zurzeit nur Urnen- und Sargbeisetzungen auf einem Hainbestattungsfeld möglich. | Gräberfeld Friedhof Dümpten 2                                     |
| Friedhof Heißen                     | Heißen Sunderweg 20 Standort                          | Alle                                | ~ 1900    | 9,29 ha  | Friedhof an der Siedlung Heimaterde. Auf dem Friedhof gibt es eine Kirschbaumallee und an der Trauerhalle die „Engelwand“ von Ernst Rasche. |                                                                   |
| Friedhof Speldorf                   | Speldorf Friedhofstraße 209 Standort                  | Alle                                | ~ 1900    | 16,3 ha  | Der Waldfriedhof mit parkähnlicher Landschaft liegt eingebettet im Broich-Speldorfer Wald. Auf ihm gibt es eine normale Gräberanlage, Urnengräber und einen Friedwald. In der Trauerhalle steht eine Pietà von Bruno Krell. |                                                                   |
| Friedhof Styrum                     | Holthausen Herderweg 9 Standort                       | Alle                                | 1901      | 10,88 ha | Der Friedhof liegt an der Grenze zu Oberhausen. Früher hieß er „Friedhof an der Landwehr“, heute ganz einfach Friedhof Styrum. Die parkähnliche Anlage hat ein weitläufiges Wegenetz und weist einen hohen Baumbestand auf. Von seinen Ursprung als katholischer Friedhof zeugen die alten Grabmäler und das Kruzifix in der Nähe der Alten Kapelle im Nordteil.                                                                                            | Urnengräber auf dem neuen Friedhofsteil                           |

## Friedhöfe und Bestattungsorte der Kirchengemeinden
Diese Friedhöfe werden von evangelischen oder katholischen Kirchengemeinden bzw. der jüdischen Gemeinde getragen.
| Bezeichnung                                                        | Adresse                                                         | Konfession                           | Eröffnung     | Fläche  | Beschreibung | Bild                                                           |
| ------------------------------------------------------------------ | --------------------------------------------------------------- | ------------------------------------ | ------------- | ------- | --- | -------------------------------------------------------------- |
| Jüdischer Friedhof an der Gracht                                   | Mitte Gracht 51 Standort                                        | Jüdisch                              | ~ 1730        | 1,02 ha | Friedhof der jüdischen Gemeinde Duisburg-Mülheim-Oberhausen. Ältester erhaltener Friedhof mit 300 Gräbern, Trauerhalle und einem Mahnmal von Ernst Rasche. Die Begräbnisstätte wird heute noch genutzt. | Jüdischer Friedhof an der Gracht                               |
| Alt-Katholisches Kolumbarium Mülheim Urnenfriedhof August Fohrmann | Styrum Augustastraße 144 Standort                               | Alt-Katholisch + andere Konfessionen | 2013          |         | Öffnungszeiten: 9:00 – 16:00 Uhr Urnenfriedhof in einem Bestattungshaus. |                                                                |
| Katholischer Friedhof Sankt Mariä Himmelfahrt in Mülheim Saarn     | Saarn Landsberger Straße 42 Standort                            | Katholisch                           |               | 2,7 ha  | Friedhof der katholischen Gemeinde Sankt Mariä Himmelfahrt, Nähe Kloster Saarn. Neben der üblichen Friedhofsausstattung (Gräber, Kapelle) hat der örtliche Steinmetzbetrieb Materialbeispiele für Grabsteine ausgestellt. Die Auswahl reicht von sandsteinern bis marmoriert.                                                                                                   | Katholischer Friedhof Sankt Mariä Himmelfahrt in Mülheim Saarn |
| Katholischer Friedhof Sankt Theresia von Avila Selbeck             | Selbeck Zufahrt auf Höhe Stockweg 80c auf einer Anhöhe Standort | Katholisch                           | 1892          | 0,5 ha  | Friedhof der katholischen Gemeinde Sankt Mariä Himmelfahrt Der kleine Friedhof der Kirche St. Theresia wird seit einigen Jahren nicht mehr betrieben und neu belegt. |                                                                |
| Katholischer Gemeindefriedhof Kettwig-Mintard / St. Laurentius     | Mintard August-Thyssen-Str. 100 Standort                        | Katholisch                           | ~ 1250 / 1890 | 0,1 ha  | Öffnungszeiten: Sommer: 8:00 – 20:00 Uhr; Winter: 8:00 – 17:00 Uhr Der Friedhof Mintard an der St. Laurentiuskirche ist der Pfarrgemeinde St. Peter und Laurentius in Essen-Kettwig zugehörig. Ihn gibt es schon seit dem Bau der Mintarder Kirche. Ende des 19. Jahrhunderts wurde er umfassend renoviert und umgestaltet. Er wird heute noch genutzt.                         |                                                                |
| Urnen-Kirche                                                       | Dümpten Tiegelstraße 100 Standort                               | Katholisch                           | 2009          |         | Öffnungszeiten: 10:00 – 17:00 Uhr; So bis 19:00 Uhr + Messe Urnenbeisetzungsstätte in der ehemaligen Auferstehungskirche Heilig Kreuz der Pfarrei St. Barbara Mülheim an der Ruhr mit den Gemeinden: Christ König St. Engelbert St. Mariae Rosenkranz Sv. Leopold Mandic und St. Barbara.                                                                                       | Urnenkirche Heilig Kreuz                                       |
| Friedhof auf dem Auberg                                            | Saarn Voßbeckstraße 81 Standort                                 | Evangelisch                          |               | 2,2 ha  | Friedhof der evangelischen Kirchengemeinde Broich-Saarn. Er befindet sich an der oberen Hangkante des Aubergs. Das Friedhofsgelände ist mit Ausnahme der Westseite von Wald umgeben. Es ist parkähnlich angelegt und durch eine kreuzförmige Allee aus älteren Bäumen gegliedert. 2019 wurde die Verwaltung an den Evangelischen Kirchenkreises Niederberg (Velbert) übergeben. | Friedhof der evangelischen Kirchengemeinde Broich-Saarn        |

## Abgegangene Friedhöfe
Bereits im Jahr 1784 wollte der für Mülheim zuständige Landesherr Kurfürst Karl Theodor, Herzog von Berg, das Friedhofswesen neu regeln und die Toten aus der Stadt haben, da er durch Ausdünstungen der Leichen auf den Kirchenfriedhöfen Seuchen befürchtete. Bis zur Durchsetzung dauerte es allerdings bis Napoleons Bestattungsdekret. Ab 1804 wurden nach und nach die christlichen Kirchenfriedhöfe in dicht besiedelten Gegenden geschlossen und die Toten auf extra dafür angelegte Friedhöfe verlegt und begraben. Anfangs noch streng nach Glaubensrichtung getrennt, entstanden ab etwa Mitte des 19. Jahrhunderts die ersten konfessionslosen kommunalen Begräbnisstätten. Vereinzelt findet man an den Kirchen steinerne Zeitzeugen in Form von alten Grabsteinen und Epitaphen. Einige Friedhöfe, wie der jüdische Friedhof an der Wetzmühle, sind jedoch nur aus Überlieferungen bekannt.
| Bezeichnung                                          | Heutige Adresse                                          | Konfession                               | Eröffnung | Beschreibung |
| ---------------------------------------------------- | -------------------------------------------------------- | ---------------------------------------- | --------- | --- |
| Friedhof der Zisterzienserinnen von Kloster Saarn    | Saarn Klosterstraße 55 Standort                          | Katholisch, Fundstücke im Klostermuseum. | ~ 1216    | Ehemaliger Friedhof des Klosters Mariensaal in Saarn. Das Kloster wurde 1808 von den Franzosen säkularisiert. Bei Ausgrabungen zwischen 1979 und 1982 fand man Gräber in und südlich der Kirche. Der Friedhof ist nicht mehr vorhanden. Das Grabdenkmal der letzten Äbtissin Friderike Agathe Freifrau von Heinsberg zeigt den Standort. Im Kreuzgang und im Klostermuseum befinden sich weitere Grabtafeln und Dokumentationen. |
| Ehemaliger Friedhof der reformierten Petrikirche     | Mitte Pastor-Barnstein-Platz 1 / Kirchenhügel Standort   | Evangelisch                              | ~ 1675    | Der Friedhof befand sich am Notweg auf der Nordseite der Kirche. Er ist heute nicht mehr erhalten. 1555 traten die Mülheimer Bürger zum evangelischen Glauben über. Es dauerte aber bis 1675 bis aus der Petrikirche durch Abkauf eine evangelische Kirche wurde. Evangelische Bürger aus den katholischen Gemeinden Saarn und Styrum mussten für den Gottesdienst und für Bestattungen zum Kirchenhügel. Das war für die Saarner bis 1751 mit einer Fährüberfahrt verbunden. Nur in Ausnahmefällen, wie Hochwasser, genehmigte die Äbtissin eine Beerdigung auf dem katholischen Friedhof. Eine Totenmesse durfte allerdings nicht gelesen werden. |
| Ehemaliger Friedhof der Kirche St. Mariä Geburt      | Mitte Althofstraße 3 / Kirchenhügel Standort             | Katholisch                               | 1786      | Ehemaliger Kirchenfriedhof am Vorgängerbau der heutigen katholischen Kirche. |
| Ehemaliger Friedhof der evangelischen Gemeinde Saarn | Saarn Klosterstraße 55 Standort                          | Evangelisch                              | 1751      | Der Friedhof lag am evangelischen Gebetshaus, dem Vorgängerbau der heutigen Saarner Dorfkirche. Einige der alten Grabsteine sind heute noch erhalten. |
| Grabtafeln an der St. Barbara Kirche                 | Dümpten Schildberg 84 Standort                           | Katholisch                               |           | Die Kirche wurde 1955 am Schildberg neu erbaut. Auf der Südseite an der Kirchenmauer befinden sich Grabtafeln der Pfarrer und Schwestern der Gemeinde. Der im Krieg zerstörte Vorgängerbau stand an der Barbarastraße. |
| Jüdischer Friedhof an der Wetzmühle                  | Holthausen Walkmühlenstraße 10 Standort                  | Jüdisch                                  | ~ 1650    | Erster jüdischer Friedhof Mülheims. Er ist nicht erhalten. |
| Friedhof an der Zeche Wiesche                        | Heißen Hardenbergstraße 59 Standort                      |                                          |           | Friedhof an der ehemaligen Zeche Wiesche. Heute befindet sich auf dem Gelände ein Spielplatz |
| Friedhof an der Kahlenbergstraße                     | Saarn Otto-Pankok-Straße, Ecke Kahlenbergstraße Standort |                                          |           | Friedhof in Saarn. Heute befindet sich auf dem Gelände ein Spielplatz |